# Scheidebach (Eger)
Der Scheidebach (tschechisch: Sázek, in Böhmen früher Soosbach) ist ein Fließgewässer im Vogtlandkreis in Sachsen und im Okres Cheb in Tschechien.

## Verlauf
Der 17,1 km lange linke Zufluss der Eger hat seine Quelle südlich von Bärendorf, einem Ortsteil der Gemeinde Bad Brambach. Er fließt von dort in südöstlicher Richtung zunächst weitgehend als Grenzfluss zwischen Deutschland und Tschechien, dann am südlichen Rand von Skalná und vorbei an Povodí und Lesina, beide Ortsteile der Gemeinde Třebeň. Der Bach mündet westlich von Nebanice in die Eger, 50 m unterhalb liegt die Mündung des Fleißenbaches.
Das Naturschutzgebiet Am Scheidebach erstreckt sich südwestlich von Schönberg, einem Ortsteil der Gemeinde Bad Brambach, nördlich der Staatsgrenze zu Tschechien entlang des Scheidebaches.
Bei Kateřina führte früher die Strecke der Werkbahn Kateřina über den Bach. Zwischen Kateřina und Starost fließt der Bach am östlichen Rand des Nationalen Naturreservats Soos.

## Zuflüsse
- Großenteichbach (Velkorybnický potok), l, oberhalb Skalná
- Lužní potok (Föhlerbach), l, oberhalb von Starost
- Stodolský potok (Stadlbach), r, bei Povodí